# John Wimpenny
John Wimpenny, né le 3 décembre 1922 à Londres et décédé le 27 avril 2015 dans le Hertfordshire, est un ingénieur aéronautique anglais.

## Biographie
John Wimpenny passe son enfance à Palmers Green et Winchmore Hill, à Londres, et fréquente le lycée Minchenden Grammar School à Southgate. En 1958, il emménage à St Albans (Hertfordshire), où il vit jusqu'à sa mort en avril 2015.

### Carrière
John Wimpenny commence à travailler comme ingénieur aéronautique à la société de Havilland Aircraft Company à Hatfield (Hertfordshire, Angleterre), en octobre 1940 et contribue au développement des avions Mosquito, Tiger Moth, Hornet, Vampire et Comet. En 1957, il devient deputy chief aerodynamicist. Ingénieur développeur, il travaille comme chief research engineer à la société Hawker Siddeley Aviation à partir de 1965. À Hatfield, il devient director of research de la société Hawker Siddeley Aviation et plus tard, est  executive director of research de la société nationale British Aerospace à Kingston-upon-Thames, près de Londres.

### Avion à propulsion musculaire
Le Hatfield Puffin, un avion à propulsion humaine, actionné par des pédales de bicyclette, a été construit par une équipe menée par John Wimpenny à Hatfield.

### Record mondial
Le 2 mai 1962 John Wimpenny, âgé de 39 ans, a pu s'élever dans les airs grâce à la seule force humaine sur l'appareil de sa construction baptisé Puffin. Il a pu franchir une distance d'environ 900 mètres à une altitude de deux mètres et à une vitesse de 31 kilomètres à l'heure. Ce record mondial n'a été battu que dix ans après,,.

### Plus tard
De 1990 à 1999, John Wimpenny travaille comme professeur d'université à la City University London, où il surveille des projets de recherche. De 1995 jusqu'à sa mort en 2015, il est vice chairman du Human powered aircraft group de la Royal Aeronautical Society.

## Distinctions
- 1976 : Hodgson Prize pour son exposé Costs and Decision-Making.
- 1978 : Royal Aeronautical Society Silver Medal pour ses nombreuses contributions importantes dans la domaine de la technique d'aviation.
- 1983 : Hodgson Prize pour son exposé Aircraft R and D (recherche et développement) in Europe - A Perspective View, présenté en mai 1982 à Toulouse[4]